# Маммедбейлі
Маммедбейлі (азерб. Məmmədbəyli) — село в Зангеланському районі Азербайджану.
Село розміщене на лівому березі річки Акарі (поруч зі злиттям в Аракс), за 79 км на південь від міста Бердзора. До складу сільради також входить село Зернелі.
20 жовтня 2020 було звільнено військами Азербайджану під час нового етапу війни в Нагірному Карабасі.